# کودود
کودود (به هلندی: Koedood) یک منطقهٔ مسکونی در هلند است که در بارن‌درخت واقع شده‌است.